# Pomnik Nigdy Więcej Wojny w Augustowie
Pomnik „Nigdy Więcej Wojny” – pomnik w Augustowie, poświęcony mieszkańcom poległym w czasie II wojny światowej.
Pomnik zlokalizowany jest przy ul. 29 Listopada obok mostu i jazu na Kanale Bystrym oraz kładki pieszo-rowerowej.
Stworzony został w 1969 na ruinach ciężkiego polskiego schronu żelbetonowego z 1939, wysadzonego przez Niemców w 1944. Na pomniku umieszczono metalowy napis „Nigdy więcej wojny”, zarys granic Polski z krzyżami grunwaldzkimi oraz metalową tablicę z napisem: Poległym w II wojnie światowej córkom i synom Ziemi Augustowskiej – Rodacy. W czasach PRL-u przy pomniku odbywały się uroczystości z okazji świąt narodowych.